# Champ de bataille national de Cowpens
Le champ de bataille national de Cowpens – ou Cowpens National Battlefield en anglais – est une aire protégée américaine située dans le comté de Cherokee, en Caroline du Sud. Établi le 4 mars 1929, ce champ de bataille national protège le site de la bataille de Cowpens, pendant la guerre d'indépendance des États-Unis. Inscrit au Registre national des lieux historiques depuis le 15 octobre 1966, il est géré par le National Park Service.